# US69密苏里河大桥
69号美国国道密苏里河大桥（英語：US 69 Missouri River Bridge）69号美国国道（US 69）跨越密苏里河的板梁桥，北连密苏里州里弗赛德635号州际公路（I-635）南联堪萨斯城费尔法克斯区第七街，建筑工程开始于2014年秋，2016年10月开始供汽车通行，通车典礼于2017年3月16日举行。替代了老旧的費爾法克斯橋和普拉特採購大橋作为69号美国国道的过河通道，耗资7900万美元。